# História das Ilhas Marshall
Embora as Ilhas Marshall tenham sido povoadas por micronésios no segundo milénio a.C., pouco se sabe da história primitiva das ilhas. O explorador espanhol Alonso de Salazar foi o primeiro europeu a avistar as Ilhas Marshall, mas as ilhas permaneceram virtualmente sem ser visitadas durante vários séculos, até à chegada do capitão inglês John Marshall em 1788, que deu o seu nome às ilhas.
Uma companhia comercial alemã fixou-se nas ilhas em 1885, e alguns anos mais tarde elas tornaram-se parte do protectorado da Nova Guiné Alemã. O Japão conquistou as ilhas na Primeira Guerra Mundial e passou a administrá-las sob mandato da Liga das Nações.
Na Segunda Guerra Mundial os Estados Unidos invadiram as ilhas (1944) e, depois da derrota do Japão, ficou a administrá-las dentro do Território Fiduciário das Ilhas do Pacífico. Os EUA começaram a realizar testes nucleares nas ilhas logo depois da guerra, prolongando-os até à década de 1960. Devido aos testes, muitos marshalleses adoeceram com elevados níveis de radiação, e até hoje há pedidos de compensação.
Em 1979 foi estabelecida a República das Ilhas Marshall e foi assinado um Tratado de Livre Associação com o governo dos Estados Unidos, que se tornou efectivo em 1986.